# Inka Lindergård
Inka Lindergård född 1985 är en svensk fotograf. Inka bildar tillsammans med Niclas Holmström konstellationen Inkaandniclas.

## Utställningar
- 2011 - Watching Humans Watching

- Inka Lindergård är representerad vid bland annat Göteborgs konstmuseum[1].

## Priser och utmärkelser
- Svenska Fotobokspriset 2012
- Svensk Bokkonst 2016